# Guntzviller
Guntzviller – miejscowość i gmina we Francji, w regionie Grand Est, w departamencie Mozela.
Według danych na rok 1990 gminę zamieszkiwało 337 osób, a gęstość zaludnienia wynosiła 63 osób/km² (wśród 2335 gmin Lotaryngii Guntzviller plasuje się na 718. miejscu pod względem liczby ludności, natomiast pod względem powierzchni na miejscu 979.).